# Babben Enger Damon
Babben Enger Damon   (Oslo, 19 de setembre de 1939) és una esquiadora de fons noruega, ja retirada, que va competir durant la dècada de 1960. Es casà amb el també esquiador Larry Damon.
El 1964 va prendre part en els Jocs Olímpics d'Hivern d'Innsbruck, on disputà, sense sort, dues proves del programa d'esquí de fons. Quatre anys més tard, als Jocs de Grenoble, disputà tres proves del programa d'esquí de fons. Guanyà la medalla d'or en la prova dels relleus 3x5 quilòmetres, formant equip amb Inger Aufles i Berit Mørdre Lammedal, mentre en la cursa dels 10 quilòmetres fou vuitena i en els 5 quilòmetres vint-i-unena.
En el seu palmarès també destaquen cinc campionats nacionals, tres en relleus, dos en els 10 km i un en els 5 km, entre 1963 i 1968. A més de l'esquí de fons també practicà les curses d'orientació, esport on guanyà una medalla de plata al Campionat d'Europa de 1962 en la cursa per relleus.